# ギフテッド 新世代X-MEN誕生
『ギフテッド 新世代X-MEN誕生』（原題: The Gifted）は、アメリカ合衆国のFoxで2017年10月2日から2019年2月26日まで放送されていたテレビドラマ。2019年4月17日、Foxは次シーズンの更新を行わず、シーズン2で打ち切ることを発表した。

## 登場人物

### レギュラー
リード・ストラッカー
演 - スティーヴン・モイヤー (Stephen Moyer) / 日本語吹替 - 中村章吾
ミュータント犯罪者の起訴を専門とする検察官。実は科学者である父親にX因子を抑え込まれたミュータント。触れた物質を粉々に崩してしまう能力の持主。
ケイトリン・ストラッカー
演 - エイミー・アッカー (Amy Acker) / 日本語吹替 - 実川貴美子
リードの妻でローレンとアンディーの母親。看護師。ストラッカー家で唯一、ミュータントではない。
マルコス・ディアス / エクリプス
演 - ショーン・ティール (Sean Teale) / 日本語吹替 - 阪口周平
光子を吸収し操る能力を持つミュータント。反抗的な性格でローナとは恋人同士。
ローレン・ストラッカー
演 - ナタリー・アリン・リンド (Natalie Alyn Lind) / 日本語吹替 - 小松未可子
ストラッカー家長女。防壁を作るミュータント。自分に能力があることを家族に隠している。
アンディー・ストラッカー
演 - パーシー・ハインズ・ホワイト (Percy Hynes White) / 日本語吹替 - 上村祐翔
ストラッカー家長男。テレキネシスの能力を持つが制御が利かない。
ジェイス・ターナー
演 - コビー・ベル (Coby Bell) / 日本語吹替 - 藤翔平
反ミュータント政府組織センチネル・サービス捜査官。冷血で手段を選ばない。ミュータントの行進で娘を失い、ミュータント達に憎しみを抱く。
クラリス・フォン / ブリンク
演 - ジェイミー・チャン (Jamie Chung) / 日本語吹替 - 内藤有海
テレポーテーション可能なポータルを生み出す能力を持つミュータント。皮肉屋で活発な性格。
ジョン・プラウドスター / サンダーバード
演 - ブレア・レッドフォード (Blair Redford) / 日本語吹替 - 細谷佳正
地下組織リーダー。超聴覚、超怪力のミュータントで銃弾で撃たれても立ち上がることができるほど頑丈。
ローナ・デイン / ポラリス
演 - エマ・デュモン (Emma Dumont) / 日本語吹替 - 石井未紗
磁気を操る能力を持つミュータント。勇敢で忠実な性格。シーズン2ではマルコスとの間にドーンという娘を授かる。
ザ・フロスト・シスターズ
演 - スカイラー・サミュエルズ (Skyler Samuels) / 日本語吹替 - 本名陽子
エスメ、ソフィー、フィービーの3姉妹。テレパシーを使う。
リーヴァ・ペイジ (シーズン2)
演 - グレース・バイヤーズ (Grace Byers) / 日本語吹替 - 本田貴子
インナー・サークルリーダー。ミュータントの祖国創生を願っているが目的のためであれば手段も選ばず、罪もない人間、ミュータントすら殺害するほど冷酷な性格。

## エピソード一覧

### シーズン一覧
| シーズン | シーズン | エピソード | 米国での放送日                | 米国での放送日                |
| シーズン | シーズン | エピソード | 初回                          | 最終回                        |
| -------- | -------- | ---------- | ----------------------------- | ----------------------------- |
|          | 1        | 13         | 2017年10月2日                 | 2018年1月15日                 |
|          | 2        | 16         | 2018年9月25日                 | 2019年2月26日                 |
| トータル | トータル | 29         | 2017年10月2日 – 2019年2月26日 | 2017年10月2日 – 2019年2月26日 |

### シーズン1 （2017年 - 2018年）
| 通算 | 話数 | タイトル            | 原題                 | 監督                     | 米国放送日     | 視聴者数 (万人) |
| ---- | ---- | ------------------- | -------------------- | ------------------------ | -------------- | --------------- |
| 1    | 1    | 発覚 X 覚醒         | eXposed              | ブライアン・シンガー     | 2017年10月2日  | 490             |
| 2    | 2    | 人間 X ミュータント | rX                   | レン・ワイズマン         | 2017年10月9日  | 379             |
| 3    | 3    | 裏切り X 幻惑       | eXodus               | スコット・ピーターズ     | 2017年10月16日 | 346             |
| 4    | 4    | 能力 X 停止         | eXit strategy        | カレン・ガヴィオラ       | 2017年10月23日 | 336             |
| 5    | 5    | 記憶 X 操作         | boXed in             | ジェレマイア・チェチック | 2017年10月30日 | 343             |
| 6    | 6    | 父 X 息子           | got your siX         | クレイグ・シーベルズ     | 2017年11月6日  | 317             |
| 7    | 7    | 信頼 X 誤解         | eXtreme measures     | ステファン・サージク     | 2017年11月13日 | 300             |
| 8    | 8    | 双子 X 血縁         | threat of eXtinction | スティーヴン・デポール   | 2017年11月20日 | 290             |
| 9    | 9    | 手 X 手             | outfoX               | リズ・フリードランダー   | 2017年12月4日  | 281             |
| 10   | 10   | 罠 X 窮地           | eXploited            | クレイグ・シーベルズ     | 2017年12月11日 | 278             |
| 11   | 11   | 3 X 1               | 3 X 1                | デヴィッド・ストレイトン | 2018年1月1日   | 254             |
| 12   | 12   | 前兆 X 邪念         | eXtraction           | スコット・ピーターズ     | 2018年1月15日  | 342             |
| 13   | 13   | 地獄 X 再生         | X-roads              | ステファン・サージク     |                |                 |

### シーズン2 （2018年 - 2019年）
| 通算 | 話数 | タイトル         | 原題              | 監督                           | 米国放送日     | 視聴者数 (万人) |
| ---- | ---- | ---------------- | ----------------- | ------------------------------ | -------------- | --------------- |
| 14   | 1    | 誕生             | eMergence         | ロバート・ダンカン・マクニール | 2018年9月25日  | 258             |
| 15   | 2    | 解放             | unMoored          | スティーヴン・デポール         | 2018年10月2日  | 225             |
| 16   | 3    | もつれた糸       | outMatched        | ミッシェル・ゴイ               | 2018年10月9日  | 206             |
| 17   | 4    | 届かぬ思い       | outMatched        | デラン・サラフィアン           | 2018年10月16日 | 193             |
| 18   | 5    | 襲撃の余波       | afterMath         | スコット・ピーターズ           | 2018年10月30日 | 196             |
| 19   | 6    | 刻印             | iMprint           | ミッシェル・ゴイ               | 2018年11月6日  | 231             |
| 20   | 7    | 無情             | no Mercy          | ニーナ・ロペス＝コラド         | 2018年11月13日 | 189             |
| 21   | 8    | 夢               | the dreaM         | ロバート・ダンカン・マクニール | 2018年11月27日 | 217             |
| 22   | 9    | 選手交代         | gaMe changer      | アリソン・リディー＝ブラウン   | 2018年12月4日  | 202             |
| 23   | 10   | 敵の敵           | eneMy of My eneMy | グレゴリー・プランジ           | 2019年1月1日   | 173             |
| 24   | 11   | 忘れられない思い | meMento           | マギー・カイリー               | 2019年1月8日   | 207             |
| 25   | 12   | 帰るべき場所     | hoMe              | ドーン・ウィルキンソン         | 2019年1月15日  | 159             |
| 26   | 13   | 誘われて         | teMpted           | ジョナサン・フレイクス         | 2019年1月22日  | 182             |
| 27   | 14   | 苦難の道         | calaMity          | ステファン・サージク           | 2019年2月12日  | 160             |
| 28   | 15   | モンスター       | Monsters          | スコット・ピーターズ           | 2019年2月19日  | 161             |
| 29   | 16   | 啓示             | oMens             | ロバート・ダンカン・マクニール | 2019年2月26日  | 161             |